# Jeffrey Jost
 Jeffrey Jost, né le 2 janvier 1948 à New-York, est un bobeur américain.

## Palmarès

### Coupe du monde
- 1 globe de cristal (non-officiel) : 
  - Vainqueur du classement bob à 4 en 1985.